# سباق أمستل الذهبي 1975
سباق أمستل الذهبي 1975 (بالهولندية: Amstel Gold Race 1975)‏ هو سباق دراجات هوائية، وهو الموسم رقم 10 من السباق، وأقيم في 29 مارس 1975، وامتدّ لمسافة 238 كيلومتر، وهو من نوع سباق يوم واحد، وقد شارك في السباق 138 متسابقاً ووصل إلى نهايته 35 متسابقاً.
فاز فيه بالمركز الأول إيدي ميركس، وبالمركز الثاني فريدي مارتينس، وبالمركز الثالث جوزيف برويير.

## الفرق
| فرق دراجات محترفة (11)- Molteni (cycling team) ‏ - Flandria (cycling team) ‏ - Rokado (cycling team) ‏ - مرسيه ‏ - TI–Raleigh ‏ - Frisol (cycling team) ‏ - Peugeot (cycling team) ‏ - Miko–de Gribaldy ‏ - Gitane–Campagnolo ‏ - IJsboerke (cycling team) ‏ - Jollj Ceramica ‏ |  |
| |  |

## التصنيف العام النهائي
| التصنيف العام         | التصنيف العام   | التصنيف العام | التصنيف العام                  | التصنيف العام     |
| العداء                | العداء          | البلد         | الفريق                         | الوقت             |
| --------------------- | --------------- | ------------- | ------------------------------ | ----------------- |
| 1                     | إيدي ميركس      | بلجيكا        | Molteni                        | 6 س 23 دقيقة 33 ث |
| 2                     | فريدي مارتينس   | بلجيكا        | Carpenter-Confortluxe-Flandria | + 15 ث            |
| 3                     | جوزيف برويير    | بلجيكا        | Molteni                        | + 2 دقيقة 51 ث    |
| 4                     | André Dierickx ‏ | بلجيكا        | Rokado                         | + 2 دقيقة 51 ث    |
| 5                     | ميشال بولنتير   | بلجيكا        | Carpenter-Confortluxe-Flandria | + 2 دقيقة 51 ث    |
| 6                     | سيس بال         | هولندا        | Gan-Mercier-Hutchinson         | + 2 دقيقة 51 ث    |
| 7                     | جيري كنيتيمان   | هولندا        | Gan-Mercier-Hutchinson         | + 2 دقيقة 51 ث    |
| 8                     | ديتريش تورو     | ألمانيا       | TI-Raleigh                     | + 2 دقيقة 51 ث    |
| 9                     | هني كويبر       | هولندا        | Frisol-G.B.C.                  | + 2 دقيقة 51 ث    |
| 10                    | كنوت كنودسن     | النرويج       | Jollj Ceramica                 | + 2 دقيقة 51 ث    |
| مصدر: ProCyclingStats |                 |               |                                |                   |

## وصلات خارجية
- لمحة عن سباق سباق أمستل الذهبي 1975 على موقع  ProCyclingStats   (برو  سايكلنج  ستاتس) - إحصاءات  محترفي  الدراجات.
- سباق أمستل الذهبي 1975 على موقع إحصائيات الدراجات الإحترافية (الإنجليزية)